# Punteruolo

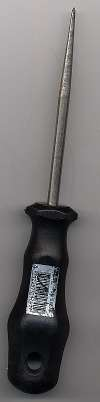
Un punteruolo.

Il punteruolo è un utensile a mano utilizzato in falegnameria, assimilabile al bulino utilizzato in meccanica.

## Caratteristiche
Il punteruolo è composto da un manico in legno o in plastica a cui è saldamente attaccato un tondino in ferro appuntito alla sua estremità e l'affilatura può essere a cono o a piramide. L'affilatura a piramide consente di operare in modo più agevole.
Differisce da una lesina da calzolaio per la forma del gambo e la punta, nella lesina il primo è curvo e la punta è appiattita.

## Utilizzo
Il punteruolo serve a incidere la superficie nel punto in cui deve essere inserita una vite.
Si adopera appoggiando la punta nel punto individuato dove inserire la vite, e premendo con forza si opera una leggera rotazione a destra e a sinistra alternatamente per agevolare la penetrazione della punta tra le fibre del legno. Si crea così un piccolo foro conico dove inserire la vite.
Può risultare utile anche per segnare i centri di foratura.